# 1987 RC1
1987 RC1 är en asteroid i huvudbältet som upptäcktes den 13 september 1987 av den belgiske astronomen Henri Debehogne vid La Silla-observatoriet.
Asteroiden har en diameter på ungefär 19 kilometer och den tillhör asteroidgruppen Themis.